# Вартість (витрати) невикористання кращої альтернативи економічної діяльності
Вартість (витрати) невикористання кращої альтернативи економічної діяльності, вартість упущеної вигоди — витрати, втрачена вигода при використанні дефіцитного ресурсу не найкращим чином. Використовується традиційний економічний аналіз ринкової цінності (вартості) товару або ресурсу з метою визначення чистого економічного ефекту (вигоди) при різних видах його використання Наприклад, при прийнятті рішення щодо виділення в лісі ділянки для створення національного парку, визначають витрати (втрати) для місцевих жителів у зв'язку з втратою ними можливості використовувати землі для отримання сільськогосподарської продукції або продукції лісу. Виконується аналіз руху готівкових коштів місцевого населення для виявлення вхідних і вихідних параметрів виробничих функцій домашніх господарств. Раціональні споживачі або виробники вибирають такий тип діяльності, при якому приватні вигоди перевищують витрати — реальні або в результаті упущеної, невикористаної альтернативи. Так, раціонально діючий землевласник перетворить землі, вкриті лісом, в пасовища, якщо чиста поточна величина прибутку від пасовища (і разова вдала операція з продажу деревини) буде більше, ніж чистий нинішній довготривалий прибуток від продажу деревини. Як і з іншими концепціями витрат, вартість упущених вигод змінюється в залежності від того, кого вона зачіпає і які використовуються параметри. Наприклад, громадська упущена вартість перетворення лісу в пасовище може бути більшою, якщо враховувати втрати естетичних цінностей лісу, природного місця існування тварин і рослинності, зниження поглинання вуглекислого газу, а також в зв'язку з погіршенням захисту водостоків і т. д. Приватна упущена вигода для землекористувача може сприйматися вище, якби він мав інформацію про довгострокові втрати продуктивності ґрунту в разі експлуатації відкритого пасовища. Таким чином, важливо враховувати найповнішу екологічну інформацію та зовнішні ефекти для зниження упущеної вигоди.

## Ресурси Інтернету
- Еколого-економічний словник  [Архівовано 27 червня 2013 у Wayback Machine.]
- Економічна цінність природи  [Архівовано 27 вересня 2013 у Wayback Machine.]
- Концепция общей экономической ценности природных благ  [Архівовано 26 березня 2014 у Wayback Machine.]
- Традиционные и косвенные методы оценки природных ресурсов